# Candyass
Candyass — дебютный альбом синти-рок-группы Orgy, вышедший 18 августа 1998 года.

## Список композиций
1. «Social Enemies» (Дж. Гордон/А. Дерак/Б. Хьюитт/Р. Шак/Дж. Абрахам/Т. Ван Лииювен) — 4:05
2. «Stitches»1 — 3:18
3. «Dissention»² — 3:31
4. «Platinum»1 — 3:42
5. «Fetisha»1 — 4:02
6. «Fiend»1 — 4:29
7. «Blue Monday» (Самнер/Гилберт/Хук/Моррис) — 4:26
8. «Gender»1 — 4:27
9. «All the Same»² — 4:05
10. «Pantomime»² — 4:28
11. «Revival» (Дж. Гордон/А. Дерак/Б. Хьюитт/Дж. Дэвис) — 4:09
12. «Dizzy»1 — 3:21

1 песни, которые написали Дж. Гордон/А. Дерак/Б. Хьюитт/Р. Шак

² песни, которые написали Дж. Гордон/А. Дерак/Б. Хьюитт/Р. Шак/П. Хейли

## Участники записи
- Чад Фридиричи — инжиниринг, микширование на Gender, монтаж
- Джош Абрахам — продюсирование, дополнительный инжиниринг, программирование, дополнительные синтезаторы
- Амир Дерак — дополнительный инжиниринг, гитара
- Дэйв Огилви — микширование
- Дэвид Кан — микширование на Stiches, Fetisha
- Джей Баумгарднер — микширование на Pantomime
- Том Бейкер — мастеринг
- Брайан Виртью — вспомогательный инженер
- Коуп Тилл — вспомогательный инженер
- Дуг Трантоу — вспомогательный инженер
- Джей Гордон — вокал, программинг, дополнительные синтезаторы
- Энтони Вальцик — программинг
- Джонатан Дэвис — дополнительный вокал на Revival
- Элайджа Блю Оллмэн — дополнительный вокал на Revival, дополнительные синтезаторы
- Трой Ван Левен — дополнительная гитара на Social Enemies и Dissention
- Стив Гердес — художественная постановка, дизайн
- Джозеф Калтайс — фотограф
- Бобби Хьюитт — ударные
- Пейдж Хейли — бас-гитара
- Райан Шак — гитара